# Емилия Паула Секунда
Емилия Паула Секунда (на латински: Aemilia Paulla) е римлянка от 2 век пр.н.е. от фамилията Емилии.

## Биография
Дъщеря е на Луций Емилий Павел Македоник (консул през 182 пр.н.е.) и Папирия Мазониз, дъщеря на Гай Папирий Мазон (консул 231 пр.н.е.). По бащина линия е внучка на Луций Емилий Павел (консул 219 и 216 пр.н.е.). Сестра е на Публий Корнелий Сципион Емилиан Африкански (консул 147 и 134 пр.н.е.), Квинт Фабий Максим Емилиан (консул 145 пр.н.е.), Емилия Паула Прима и Емилия Терция, която се омъжва за юриста Марк Порций Катон Лициниан.
Родителие ѝ се развеждат. Баща ѝ се жени отново и има още двама сина, които умират малки.
Емилия Секунда се омъжва за богатия Луций Елий Туберон, който е легат и близък приятел на Цицерон. Майка е на Квинт Елий Туберон (консул 11 пр.н.е.). Баба е на Секст Елий Кат (консул 4 г.) и прабаба на Елия Петина, втората съпруга на по-късния император Клавдий през 28 г.